# Coupe d'Italie de football 2020-2021
 (mars 2021).
Si vous disposez d'ouvrages ou d'articles de référence ou si vous connaissez des sites web de qualité traitant du thème abordé ici, merci de compléter l'article en donnant les références utiles à sa vérifiabilité et en les liant à la section « Notes et références ».
Navigation
Coupe d'Italie 2019-2020 Coupe d'Italie 2021-2022
La Coupe d'Italie de football 2020-2021, en italien Coppa Italia 2020-2021, est la 74e édition de la Coupe d'Italie. Comme l'édition précédente, 78 clubs participent au tournoi.
Le club vainqueur de la Coupe est qualifié pour la phase de groupe de la Ligue Europa 2021-2022.
La Juventus FC s'impose en finale contre l'Atalanta Bergame sur le score de 2 buts à 1.

## Déroulement de la compétition
Le système est le même que celui utilisé les années précédentes :
Première phase :
- 1er tour : entrés en liste de 36 clubs évoluant en Serie D, et anciennes Ligue Pro 1 et Ligue Pro 2, qui ont fusionné en une Ligue Pro unifiée en 2014-2015.
- 2e tour : les 18 vainqueurs du premier tour sont rejoints par les 22 clubs de Serie B.
- 3e tour : les 20 vainqueurs du deuxième tour sont rejoints par 12 clubs de Serie A.
- 4e tour : les 16 clubs restants s'affrontent.

Deuxième phase :
- Huitièmes de finale : les 8 clubs restants sont rejoints par les 8 derniers clubs restants de Serie A. Les matchs se jouent sur une seule rencontre
- Quarts de finale : se jouent en une seule rencontre.
- Demi-finales : se jouent en deux rencontres (aller et retour).
- Finale : se joue en une seule rencontre.

## Résultats

### Huitièmes de finale
| Club             | Score             | Club              |
| ---------------- | ----------------- | ----------------- |
| AC Milan         | 0 - 0 ap, 5-4 tab | Torino FC         |
| ACF Fiorentina   | 1 - 2             | Inter Milan       |
| SSC Naples       | 3 - 2             | Empoli FC         |
| Juventus FC      | 3 - 2             | Genoa CFC         |
| US Sassuolo      | 0 - 2             | SPAL              |
| Atalanta Bergame | 3 - 1             | Cagliari Calcio   |
| AS Rome          | 0 - 3             | Spezia Calcio     |
| SS Lazio         | 2 - 1             | Parme Calcio 1913 |

### Quarts de finale
| Club             | Score | Club          |
| ---------------- | ----- | ------------- |
| Inter Milan      | 2 - 1 | AC Milan      |
| Atalanta Bergame | 3 - 2 | SS Lazio      |
| Juventus FC      | 4 - 0 | SPAL          |
| SSC Naples       | 4 - 2 | Spezia Calcio |

### Demi-finales
| Club        | aller | Score | retour | Club             |
| ----------- | ----- | ----- | ------ | ---------------- |
| Inter Milan | 1 - 2 | 1 - 2 | 0 - 0  | Juventus FC      |
| SSC Naples  | 0 - 0 | 1 - 3 | 1 - 3  | Atalanta Bergame |

### Finale
| 19 mai 2021   | Atalanta Bergame | 1 - 2   | Juventus FC                 | Stadio di Reggio Emilia Città del Tricolore, Reggio Emilia |                          |
| 21 h 00 UTC+2 | Malinovskyi 41e  | (1 - 1) | 31e Kulusevski · 73e Chiesa | Arbitrage : Davide Massa                                   | Arbitrage : Davide Massa |